# Coenosia variegata
Coenosia variegata este o specie de muște din genul Coenosia, familia Muscidae, descrisă de Shinonaga în anul 2003. Conform Catalogue of Life specia Coenosia variegata nu are subspecii cunoscute.